# Augustus Carl Büchel

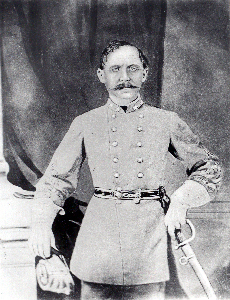
Augustus Carl Büchel

Augustus Carl Büchel (* 7. Oktober 1813 in Guntersblum; † 15. April 1864 in Mansfield) war ein deutscher Offizier, der während des Sezessionskrieges im Heer der Konföderierten als Oberst diente.

## Leben
Augustus Büchel wurde 1813 in Guntersblum als siebtes Kind des Ratschreibers Charles Frederic und der Hausfrau und Mutter Christina Philippina, geb. Laun, geboren. Nach seiner recht kurzen Schulzeit wurde er bereits 1828 zur Militärakademie in Darmstadt zugelassen. Am 1. September 1831 wurde er schließlich zum zweiten Leutnant im 1. Infanterieregiment Hessen-Darmstadt ernannt. Um sich weiter fortzubilden, besuchte er ab 1833 die École Militaire in Paris. Während seines ganzen Lebens blieb Büchel unverheiratet.
1836 machte er als Soldat seine ersten Kampferfahrungen im Karlistischen Krieg in Spanien. Nach der Schlacht bei Huesca wurde er im Jahre 1837 aufgrund seiner guten Kriegsleistungen zum Ritter geschlagen.
Nach dem Krieg ging er nun auf Einladung Mehmed Emin Ali Paschas nach Konstantinopel, dem heutigen Istanbul, um dort als Ausbilder für die osmanische Armee tätig zu sein. Größter Erfolg für ihn war hier die Ernennung zum Oberst, dem damals höchsten Dienstgrad für einen Christen. Auch die Ernennung zum General wurde ihm angeboten, was er allerdings ablehnte, da er die dafür notwendige Übertretung zum Islam nicht wollte. Anschließend trat er aus der osmanischen Armee aus.
In der Folgezeit kehrte er nach Deutschland zurück und betätigte sich oft als Duellist. 1845 allerdings verließ er wieder Europa, um in Carlshafen, heute Indianola (Texas) anzukommen. Schon bald beteiligte er sich auch hier am Krieg: Im Mexikanisch-Amerikanischen Krieg stellte er als Hauptmann eine Kompanie für das First Regiment of Texas Foot Rifles auf. In der Schlacht von Buena Vista im Jahre 1847 war er bereits Ordonnanzoffizier im Stab von General Zachary Taylor. Nachdem Taylor Präsident der Vereinigten Staaten wurde, plante dieser, Büchel zum Honorarkonsul von Brasilien zu ernennen. Taylors Tod verhinderte dies aber.
Der nachfolgende Präsident Franklin Pierce ernannte Büchel nun zum Zolleinnehmer in Port Lavaca in Texas. Neben dem Beruf als Zolleinnehmer begann Büchel außerdem, einen Holz- und Baustoffhandel in Corpus Christi aufzubauen.
1859 betätigte er sich nun wieder als Soldat: Er stellte eine Freiwilligeneinheit namens Indianola Volunteers zusammen, um den Aktivitäten des bekannten Ganoven Juan Cortina im mexikanischen Grenzgebiet um Brownsville (Texas) den Garaus zu machen. Dies gelang ihm schließlich auch nur wenige Monate später. Als der Amerikanische Bürgerkrieg begann, war er hier einer der erfahrensten Soldaten in Texas. 1861 wurde er zum Oberstleutnant des 3. texanischen Infanterieregiments berufen. Zwei Jahre später folgte der Aufstieg zum Oberst und Regimentskommandeur des 1. texanischen Kavallerieregiments. 1864 wurde er zum Brigadegeneral befördert, aber starb noch, bevor der Kongress der Konföderierten Staaten von Amerika seine Beförderung bestätigten konnte.
Augustus Büchel starb am 15. April 1864 in Mansfield, nachdem er in der Schlacht bei Pleasant Hill in Louisiana eine schwere Verletzung erlitten hatte. Büchel wurde anschließend mit einem Staatsbegräbnis in Mansfield begraben. Über seiner heutigen Ruhestätte auf dem texanischen Staatsfriedhof in Austin wurde vom texanischen Staat zu seinen Ehren ein beeindruckendes Monument errichtet.

## Ehrungen
- In Cuero (Texas) wurde sowohl eine Straße als auch ein Park als auch ein Damm nach ihm benannt. Auch einige Bewässerungsprojekte tragen seinen Namen.
- 1865 errichtete die Stadt Cuero vor ihrem Gerichtsgebäude ein Gedenkstein, der an Augustus Büchel erinnern soll.
- 1887 beschloss das Parlament von Texas einen texanischen Bezirk namens Büchel-County nach ihm zu benennen.